# TETSUYA KOMURO JOBS
『TETSUYA KOMURO JOBS#1』（テツヤ・コムロ・ジョブス・ナンバーワン）は、2017年3月15日に発売された小室哲哉のスタジオ・アルバム。

## 概要
- 前作『TETSUYA KOMURO EDM TOKYO』からおよそ3年ぶりのソロアルバム。近年（発売時点）のソロワークを集めた新シリーズ。
- アルバムタイトルは当初は「TETSUYA KOMURO WORKS #1」だったが捻りをいれてスティーブ・ジョブズと引っ掛けて現在のタイトルになった[1]。
- 他アーティストとのコラボレーション楽曲や、CM・TV番組のタイアップソングなどに加え、国内外で披露された未発売音源、ロンドンで書き下ろされた新曲などを収録。
- 「Can You Celebrate? Art Mix」「RAISE UR HAND」のボーカルディレクション・ループ音源の素材制作は2曲のプロデュースを担当した日向大介が手掛けた[1]。
- 当初は2017年3月1日にリリース予定だったが、商品に不備が発覚し、同月の15日に延期となった[2]。
- 通常盤はCD2枚組で構成される。初回生産限定盤ではこれに加えて、小室のインスタレーションパフォーマンスが収録されたDVDと、オリジナルインタビューやオフショット写真が収められたフォトブックが付属する。
- CDの発売と同時に各音楽配信サイトではハイレゾ版、インストゥルメンタル版の配信も開始された。
- オリコンチャートではデイリーで最高6位を記録し、2011年の『Digitalian is eating breakfast 2』以来約6年ぶりのトップ10入りとなった。

## 収録曲

### CD
| 全作曲: 小室哲哉。 |                                                                      |                  |            |                     |      |
| #                  | タイトル                                                             | 作詞             | 作曲・編曲 | 編曲                | 時間 |
| 1.                 | 「Can You Celebrate? Art Mix」                                       | 小室哲哉         | 小室哲哉   | 小室哲哉            | 5:13 |
| 2.                 | 「RAISE UR HAND」                                                    | 日向大介         | 小室哲哉   | 小室哲哉            | 4:14 |
| 3.                 | 「Have Dreams! tk piano mix」(Tetsuya Komuro × Tsunku♂ feat. May J.) | つんく           | 小室哲哉   | 平田祥一郎          | 5:48 |
| 4.                 | 「#RUN」(小室哲哉 feat. 神田沙也加(TRUSTRICK) & tofubeats)           | 小室哲哉         | 小室哲哉   | 小室哲哉・tofubeats | 3:34 |
| 5.                 | 「maze」                                                             |                  | 小室哲哉   | 小室哲哉            | 6:30 |
| 6.                 | 「HERE WITHOUT YOU」                                                 | James De Barrado | 小室哲哉   | 小室哲哉            | 3:56 |
| 7.                 | 「rêver」(feat. 大森靖子)                                            | 小室哲哉         | 小室哲哉   | 小室哲哉            | 2:00 |
| 8.                 | 「a new lease on life」                                              |                  | 小室哲哉   | 小室哲哉            | 4:59 |
| 9.                 | 「BLUE OCEAN」                                                       |                  | 小室哲哉   | 小室哲哉            | 4:38 |
| 合計時間:          | 合計時間:                                                            | 合計時間:        | 合計時間:  | 40:52               |      |

| 全作曲: 小室哲哉（#5、作曲: 小室哲哉・前山田健一）。 |                                                 |                      |                                              |                      |       |
| #                                                    | タイトル                                        | 作詞                 | 作曲・編曲                                   | 編曲                 | 時間  |
| 1.                                                   | 「one more run」                                |                      | 小室哲哉（#5、作曲: 小室哲哉・ 前山田健一 ） | 小室哲哉             | 3:24  |
| 2.                                                   | 「Song for ALPINE SKI WORLD CUP 2016」          |                      | 小室哲哉（#5、作曲: 小室哲哉・ 前山田健一 ） | 小室哲哉             | 6:08  |
| 3.                                                   | 「STILL BREATHING」                             | James De Barrado     | 小室哲哉（#5、作曲: 小室哲哉・ 前山田健一 ） | 小室哲哉             | 4:11  |
| 4.                                                   | 「Sound of Scalar Fields additional piano mix」 |                      | 小室哲哉（#5、作曲: 小室哲哉・ 前山田健一 ） | 小室哲哉             | 21:03 |
| 5.                                                   | 「22世紀への架け橋」(小室哲哉 vs ヒャダイン)    | 小室哲哉・前山田健一 | 小室哲哉（#5、作曲: 小室哲哉・ 前山田健一 ） | 小室哲哉・前山田健一 | 4:38  |
| 6.                                                   | 「NOW1#2017」                                   |                      | 小室哲哉（#5、作曲: 小室哲哉・ 前山田健一 ） | 小室哲哉             | 4:22  |
| 合計時間:                                            | 合計時間:                                       | 合計時間:            | 合計時間:                                    | 43:46                |       |

### 初回限定盤DVD
| #  | タイトル                       | 作詞 | 作曲・編曲 |
| -- | ------------------------------ | ---- | ---------- |
| 1. | 「amplification」              |      |            |
| 2. | 「amplification (VJ version)」 |      |            |

## 楽曲解説

### DISC 1
1. Can You Celebrate? Art Mix
  - 安室奈美恵の楽曲「CAN YOU CELEBRATE?」のリメイク。
  - 横浜アリーナで行われたハロウィンフェス「Rockwell SirKus 2016」に出演した際に披露された音源。ロンドンのスタジオで更にアレンジが施された。
  - コーラスは黒人のシンガーが担当。
2. RAISE UR HAND
  - 前曲と同じく「Rockwell SirKus 2016」で披露された音源が元となっている。
  - ミックスも小室本人が手掛けた。
3. Have Dreams! tk piano mix / Tetsuya Komuro × Tsunku♂ feat. May J.
英語訳詞：Alisa K
  - NHKワールド『J-MELO』オープニングテーマとして書き下ろされた、つんく♂・May J.とのコラボレーション楽曲。
  - 2016年4月13日に配信限定シングルとして発表された。
  - 今作では小室のピアノとドラムパーカッションが追加されている。
4. #RUN / 小室哲哉 feat. 神田沙也加(TRUSTRICK) & tofubeats
  - 競馬エンタメサイト「Umabi」テーマソングとして書き下ろされた、神田沙也加（TRUSTRICK）・tofubeatsとのコラボレーション楽曲。
  - 2015年12月23日に配信限定シングルとして発表された。
  - 商品化はされていないがミュージック・ビデオが2つ存在する。
5. maze
6. HERE WITHOUT YOU
  - ロンドンで制作された新曲。現地オーディションで採用したルービー・キング（Ruby King）がボーカルを担当している。
  - 前作『TETSUYA KOMURO EDM TOKYO』に参加したジェームス・デ・バラード（James De Barrado）が作詞を担当している。
7. rêver / feat. 大森靖子
  - 高田賢三が手掛けるファッションブランド「SEPT PREMIÈRES」TVCMソング。
  - 大森靖子がボーカルを担当。小室は当アルバム制作以前に、大森のシングル「POSITIVE STRESS」の作曲を手掛けている。
8. a new lease on life
  - J SPORTS 「15/16 イングランドプレミアリーグ中継」エンディングテーマソング。
  - 2016年5月9日に配信限定シングルとして発表された。
9. BLUE OCEAN
  - TOKYO FM「Blue Ocean」テーマソング。
  - テーマソングを担当したきっかけは同番組のパーソナリティを務める住吉美紀のラブコールによるもの[3]。
  - 2016年6月15日に配信限定シングルとして発表された。

### DISC 2
1. one more run
  - YouTubeにて公開された「エイベックス・チャレンジド・アスリートPR映像『欲望に翼を』高桑早生編」で使用されている楽曲。なお、同動画は2025年現在は非公開となっている。
  - 実際に使用されている音源とは若干異なり、ロンドンで当アルバム用にリアレンジされている。
2. Song for ALPINE SKI WORLD CUP 2016
  - アウディ「FISアルペンスキー・ワールドカップ2016湯沢苗場大会」公式テーマソング。
3. STILL BREATHING
  - ディスク1の6曲目「HERE WITHOUT YOU」と同じくロンドンで制作された新曲。
  - 「HERE WITHOUT YOU」と同じくボーカルはルービー・キング、作詞はジェームス・デ・バラードが担当している。
  - コーラスには、当時小室がプロデュースを手掛けていたユニットであるDef WillのMONNAが参加。
4. Sound of Scalar Fields additional piano mix
  - オーストリア・リンツで開催されたアートフェス「アルス・エレクトロニカ」に慶應義塾大学環境情報学部教授の脇田玲と共に出展した作品で使用された楽曲。現地のスタッフからは「音量が大きすぎる、もっと下げて欲しい」と言われたが小室・脇田は「この音量じゃないとダメだ」と押し通した。30kHz～22,000kHzまで、CDに記録されない低周波・高周波に挑戦した。その後小室の5.1chサラウンドを基調にした機材のセッティングが、今後のアルス・エレクトロニカ「Deep Space 8K」エリアの標準設定として認められた[4][5]。
  - 事前に脇田の制作したイメージ映像をよりダイナミックに魅せるために、小室は脇田と対話を重ねて脇田の思考を分析しながら作曲した。「イントロ・クライマックスシーン・エンディングテーマ・アウトロ」等の短編映画のサウンドトラックの要領を基本に、その作り方を映像に音を載せる手法に置き換えつつも、ポップスを制作する時のノウハウを完全に封印し1～5音の最低限のトラックでのモノフォニックな姿勢で制作しながら、規則的な軌道を回りつつ、時間軸の無いインスタレーションの様な世界観を目指した[4][5][6]。
  - 総演奏時間は21分を超える。
  - 映像無しで音だけで聴いてもらうので、エモーションな雰囲気を足して、主題のメロディーを表現するためにピアノの即興演奏が追加され、RAK Studiosの一番広い部屋でマイキングも電源がONからOFFの状態まで沢山立てて録音した[1]。
5. 22世紀への架け橋 / 小室哲哉 vs ヒャダイン
  - 2013年の年末にYouTube上で生配信された番組「白黒歌合戦」のために書き下ろされた、ヒャダイン（前山田健一）とのコラボレーション楽曲。
  - 2013年12月4日に配信限定シングルとして発表された。
  - 小室が以前イメージキャラクターを務めていたヤマハ・EOSシリーズのみを使用して制作された。
  - タイトルの『22世紀への架け橋』の元ネタはゆずの『栄光の架橋』。
  - 「趣味の延長線上でプロの歌い手ではない、似たもの同士の2人がEOSへのオマージュをした」というコンセプトで制作。時間が無い中で作れた曲として悪くないと思って収録が決まった[1]。
6. NOW1#2017
  - フジテレビ系「みんなのKEIBA」テーマソング。
  - 2013年のソロアルバム『DEBF3』に収録された楽曲の2017年バージョン。

## クレジット
- Produced : 小室哲哉
- All Keyboards, Synthesizer, Piano : 小室哲哉
- Produced : 日向大介 (CD1:#1,#2)
- Mixed :
  - Dave Ford (CD1:#1,#3,#5-6)(CD2:#1-#4,#6)
  - 小室哲哉 (CD1:#2,#8)
  - tofubeats (CD1:#4)
  - 大里正毅 (CD1:#7)
  - Neeraj Khajanchi (CD1:#9)
  - 淺野浩伸 & Rederine (CD2:#5)
- Mastered : 前田康二
- Manipulated : 岩佐俊秀
- Assistant Engineer : 嶺崎太志, Connor Panayi
- Guest Vocal :Ruby King (CD1:#06)(CD2:#03)
- Chorus : Monna.Def Will (CD2:#03)
- Art Direction & Design : 今川鉄兵
- Photographer : 宗村直哉
- A&R : 石井優
- General Producers : 千葉龍平, 伊東宏晃, 樋口慎太郎, 米田英智, 下川大介, 前田治昌, 森実紀行
- Executive Supervisor : 林真司, Richard Blackstone
- Executive Producer : 松浦勝人